# Койчев, Христо Нейкович
Христо Нейкович Койчев (1863—1917) — болгарский и российский военный, российский генерал-майор, герой Первой мировой войны.

## Биография
Родился 20 января 1863 года в Дронове (Тырновский округ, Болгария). В болгарскую военную службу вступил 6 июня 1881 года. Образование получил в Софийском военном училище, из которого выпущен 30 августа 1885 подпоручиком в 1-й артиллерийский полк. С 22 сентября 1886 года служил в 8-м пехотном Приморском полку болгарской армии. 14 февраля 1887 года Койчев уволился в запас.
1 ноября 1887 года Койчев подал прошение о зачислении в Русскую Императорскую армию и был прикомандирован к 15-й артиллерийской бригаде, а Высочайшим приказом от 24 января 1892 года был зачислен в эту бригаду подпоручиком (со старшинством от 30 августа 1885 года); 30 августа 1889 года произведён в поручики.
1 апреля 1892 года Койчев сдал вступительные экзамены в старший класс Николаевской академии Генерального штаба и в 1894 году окончил академию по 1-му разряду и назначен состоять при штабе Одесского военного округа; за успехи в науках 18 мая был произведён в штабс-капитаны. 8 января 1896 года был зачислен в Генеральный штаб и назначен начальником строевого отдела штаба Зегржской крепости. 24 марта 1896 года произведён в капитаны. С 20 октября 1897 года по 20 октября 1898 года отбывал цензовое командование ротой в лейб-гвардии Санкт-Петербургском полку, причём с 6 мая 1898 года числился старшим адъютантом штаба 6-го армейского корпуса. 9 апреля 1900 года произведён в подполковники и назначен штаб-офицером для особых поручений при командующим войсками Семиреченской области, после чего 21 августа того же года был старшим адъютантом штаба Туркестанского военного округа.
23 ноября 1901 года Койчев был назначен начальником штаба 7-го округа Отдельного корпуса пограничной стражи, причём с 28 апреля по 29 августа 1903 года командовал 1-м Туркестанским стрелковым батальоном, после чего вернулся к прежней должности. 28 августа 1904 года получил чин полковника.
8 мая 1908 года Койчев получил в командование 75-й пехотный Севастопольский полк. 27 сентября 1913 года произведён в генерал-майоры с назначением командиром 2-й бригады 48-й пехотной дивизии.
Во время Первой мировой войны Койчев во главе бригады сражался в Польше и Высочайшим приказом от 24 апреля 1915 года был награждён орденом св. Георгия 4-й степени
За то, что с 28 сентября по 1 октября 1914 года отражал многократные атаки превосходного в силах противника, 30 сентября перешёл в частичное наступление и отбросли его; 12 октября перешёл в решительное наступление, чем способствовал успеху всего отряда.
19 апреля 1915 года Койчев был назначен командиром 2-й бригады 9-й пехотной дивизии, а 20 июля 1915 года отчислен от должности с назначением в резерв чинов при штабе Минского военного округа. 10 ноября 1915 года награждён Георгиевским оружием. С 9 августа 1916 года занимал должность начальника штаба 8-й Сибирской стрелковой дивизии, а с 7 февраля 1917 года командовал 17-й Сибирской стрелковой дивизией.
Покончил жизнь самоубийством 3 октября 1917 года, оставив записку: «Потерял надежду на светлое будущее России».
Похоронен в Одессе на 2-м Христианском кладбище.

## Награды
Среди прочих наград Койчев имел ордена:
- Орден Святого Станислава 3-й степени (1900 год)
- Орден Святого Станислава 2-й степени (1905 год)
- Орден Святой Анны 2-й степени (1908 год)
- Орден Святого Владимира 4-й степени (6 декабря 1911 года)
- Орден Святого Владимира 3-й степени (8 апреля 1914 года)
- Орден Святого Георгия 4-й степени (24 апреля 1915 года)
- Георгиевское оружие (10 ноября 1915 года).
- Болгарский орден «За храбрость» 4-й степени (1895 год)